# پلی‌تیازید
پلی‌تیازید (انگلیسی: Polythiazide) یک داروی ادرارآور تیازیدی است.